# 히라카와정
히라카와정(平川町)은 지바현 기미쓰군에 일찍이 존재했던 정이다. 현재의 소데가우라시 남부에 해당한다.

## 연혁
- 1955년 2월 11일 - 히라오카촌, 나카가와촌과 합병해 히라카와정이 신설하였다.
- 1955년 3월 31일 - 네가타촌의 남부(이와이, 야나카, 미쿠로), 도미오카촌의 북부(오타케, 시모네기시, 시모미야타, 타마노, 요시노다, 아베, 도야, 우치코시, 타키노구치)를 편입.
- 1958년 4월 1일 - 영업 중지하고 있던 히가시요코타역이 영업 재개.
- 1971년 11월 3일 - 소데가우라정과 히라카와정이 합병해, 새로운 소데가우라정이 신설하였다. 같은 날 히라카와정이 폐지하였다.

## 교통

### 철도
- 국철 (→ JR동일본)
  - 구루리선

### 도로
- 구루리 가도 (본 정은 폐지 후 1982년 4월 1일부터 구루리 우마키타 바이패스의 개통까지 국도 410호선으로 지정되어 있었다)